# (68109) Naomipasachoff
(68109) Naomipasachoff est un astéroïde de la ceinture principale.

## Description
(68109) Naomipasachoff est un astéroïde de la ceinture principale. Il fut découvert le 17 décembre 2000 à la station Anderson Mesa par le programme LONEOS. Il présente une orbite caractérisée par un demi-grand axe de 2,47 UA, une excentricité de 0,10 et une inclinaison de 8,7° par rapport à l'écliptique.

## Compléments